# 1. FC Vöcklabruck
1. FC Vöcklabruck was een Oostenrijkse voetbalclub uit Vöcklabruck in de deelstaat Opper-Oostenrijk.

## Geschiedenis
De club werd op 1 juli 1999 opgericht door een fusie tussen SV Vöcklabruck en ASKÖ Vöcklabruck. Omdat beide teams in de Bezirksliga (zesde klasse) speelden begon de fusieclub ook op dit niveau. In het eerste jaar promoveerde de club al naar de 2. Landesliga en kon ook in het volgende seizoen promotie afdwingen. Al snel volgde de ontnuchtering en in 2002 degradeerde de club.
Twee seizoenen later promoveerde de club opnieuw naar de hoogste klasse van Opper-Oostenrijk en dit keer met succes. De club werd kampioen en stootte door naar de Regionalliga (derde klasse).
In het eerste seizoen daar vocht de club tegen degradatie maar kon toch het behoud verzekeren. Daarna ging het beter en in 2007/08 werd de club kampioen. Vöcklabruck werd laatste en ging daarna failliet. De opvolgvereniging Vöcklabrucker Sportclub werd opgericht, die in de onderste speelklasse moest herbeginnen.